# کاوه صباغ‌زاده
کاوه صباغ زاده (متولد ۱۳۵۹، تهران) کارگردان و فیلم‌نامه‌نویس ایرانی‌ست. وی فرزند مهدی صباغ‌زاده تهیه‌کننده و کارگردان سینما و فریده فریور (نقاش) می‌باشد. وی از سال ۱۳۹۲ عضو هیئت مدیره انجمن صنفی برنامه ریزان و دستیاران کارگردان سینمای ایران است.

## آثار

### کارگردان
- رمانتیسم عماد و طوبا (۱۳۹۸)
- ایتالیا ایتالیا (فیلم) (۱۳۹۵)
- نمی دونم فردا چی میشه (فیلم کوتاه-۱۳۸۸)
- تهوع (فیلم کوتاه-۱۳۸۴)
- سر راه لوکیشن (فیلم کوتاه-۱۳۸۱)
- یازده و نیم (فیلم کوتاه-۱۳۷۸)

## دستیار اول کارگردان
- چهارشنبه خون به پا می‌شود (۱۳۹۳)
- راننده تاکسی (فیلم ۱۳۸۵) (۱۳۸۵)
- پیشنهاد ۵۰ میلیونی (۱۳۸۴)
- اولین انتخاب (سریال) (۱۳۹۲)
- خاک و آتش (۱۳۸۹)
- صبحانه‌ای برای دو نفر (۱۳۸۲)
- تهرون (۱۳۸۷)
- مانگرو (فیلم تلویزیونی) (۱۳۸۷)
- اعتراف (فیلم تلویزیونی) (۱۳۸۳)
- شاهد (فیلم تلویزیونی) (۱۳۸۳)
- دیوار شیشه ای (سریال) (۱۳۷۹)
- مارال (۱۳۷۹)
- دلبر آهنی (سریال) (۱۳۷۸)
- خانه کاغذی (۱۳۹۵)
- ماه در سایه (فیلم تلویزیونی)(۱۳۸۷)
- ایران بیست سال بعد (فیلم تلویزیونی)(۱۳۸۸)

## برنامه‌ریز
- حرفه‌ای (سریال) (۱۴۰۰)
- چهارشنبه خون به پا می‌شود (۱۳۹۳)
  - راننده تاکسی (فیلم ۱۳۸۵) (۱۳۸۵)
- پیشنهاد ۵۰ میلیونی (۱۳۸۴)
- صبحانه‌ای برای دو نفر (۱۳۸۲)
- خانه کاغذی (۱۳۹۵)
- مارال (۱۳۷۹)
- تهرون (۱۳۸۷)
- مانگرو (فیلم تلویزیونی) (۱۳۸۷)
- دیوار شیشه ای (سریال) (۱۳۷۹)
- راه بهشت (۱۳۹۰)
- ماه در سایه (فیلم تلویزیونی)(۱۳۸۷)
- ایران بیست سال بعد (فیلم تلویزیونی)(۱۳۸۸)

## دستیار دوم کارگردان
- عشق کافی نیست (۱۳۷۷)

## نویسنده
- ایتالیا ایتالیا (فیلم) (۱۳۹۵)
- برشی کوتاه از یک واقعه (فیلم کوتاه) (آوا شریفی)(۱۳۸۵)
- خواب زدگی (فیلم کوتاه) (امیر پورحکمت)(۱۳۸۵)
- نمی دونم فردا چی میشه (فیلم کوتاه-۱۳۸۸)
- تهوع (فیلم کوتاه-۱۳۸۴)
- سر راه لوکیشن (فیلم کوتاه-۱۳۸۱)
- یازده و نیم (فیلم کوتاه-۱۳۷۸)

## بازیگر
- سال‌های خاکستر (۱۳۶۷)

## دستیار تدوین
- عشق کافی نیست (۱۳۷۷)
- دلبر آهنی (سریال) (۱۳۷۸)